# Bavra
Bavra (o Bavda o Bavada) fou un petit estat tributari protegit, feudatari de Kolhapur, a l'agència de Kolhapur, presidència de Bombai. Estava situat sota els Ghats Orientals (excepte alguns poblets) i estava limitat al nord, est i sud per les terres de Panhala, Karvir i Bhudhargarh a Kolhapur, i pels Ghats Orientals a l'oest. La superfície era de 215 km². El territori era muntanyós i amb molts arbres, i la terra vermella; la pluja era insuficient però es compensava amb quatre rierols que venien dels Ghats i dos més que passaven per les poblacions principals. La producció principal era arròs.
El govern el tenia un hindu de la familia dels Bhadanekar bramans, amb el títol de Panth Amatya de Bavra. El sobirà va morir el 9 de maig de 1867, sense deixar hereus directes i el va succeir el fill adoptiu Madhav Rao Moreshwar (adoptat per la vídua el 2 d'abril de 1868, com a cas especial, ja que el dret d'adopció no estava reconegut), el qual era menor; va rebre el poder el 12 de març de 1881 després d'arribar a la majoria, i un karbaria (funcionari auxiliar enviat per Kolhapur) el va auxiliar en el govern; el tribut a Kolhapur és de 342 lliures. La regla de successió era la primogenitura.
La capital, que tenia el mateix nom, estava situada a uns 42 km al sud-oest de Kolhapur (ciutat). 16° 32′ 37″ N, 73° 51′ 27″ E / 16.54361°N,73.85750°E.